# Скаутинг для хлопчиків
«Скаутинг для хлопців» — книга про основні принципи скаутингу, написана Робертом Бейденом-Пауелом, основоположником Скаутського руху у світі. Підручник був виданий у Лондоні, 1908 року. Ранні видання були написані та проілюстровані автором, а пізніші переписані іншими. Книга була спочатку посібником для самонавчання у спостереженні, мандрівництві та виживанні, а також самодисципліні та самовдосконаленні.

## Історія створення
«Скаутинг для хлопчиків» (1908 р.) був переписаний Баден-Пауелом на основі його попередньої книги «Допомога в розвідці» (1899) з багатьма молодіжними тренінговими ідеями, відкрито взятими з «Березового кору вальця» (1906), книги, написаної Ернестом Томпсоном Сетонон, який згодом став головним скаутом бойскаутів Америки. Згодом Роберт Бейден-Пауел провів перший скаутський табір на острові Браунсі (англ. Brownsea Island) в Англії, завдяки знанням отриманими на тому ж таборі, сформував основні принципи скаутингу, які й описав у книзі «Скаутинг для хлопців».